# 남아프리카 공화국 v. 이스라엘 (집단살해 협약)
2023년 12월 29일, 남아프리카 공화국은 가자 지구에서 이스라엘의 행동과 관련하여 국제사법재판소(ICJ)에 이스라엘을 상대로 집단학살 소송을 제기했다. 이 소송은 공식적으로 "가자지구 대량학살범죄 예방 및 처벌에 관한 협약의 적용 (남아프리카 공화국 대 이스라엘)"이라는 이름으로 알려져 있다. 이 소송은 이스라엘-하마스 전쟁의 일환으로 가자 지구에서의 이스라엘의 행위를 다루고 있다.
남아프리카 공화국은 이스라엘이 가자 지구의 팔레스타인인들을 대상으로 집단학살을 저질러 왔고 지금도 계속 저지르고 있다고 주장하며, 이는 집단살해죄의 방지와 처벌에 관한 협약을 위반하는 것이라고 제기했다. 남아프리카 공화국은 이스라엘이 팔레스타인 지역에서 행한 75년간의 아파르트헤이트, 56년간의 점령, 그리고 16년간의 가자 지구 봉쇄를 예로 들었다. 남아프리카 공화국은 국제사법재판소(ICJ)에 이스라엘이 가자 지구에서 벌이고 있는 군사 작전을 즉각 중단하는 등의 잠정 조치를 요청했다. 남아프리카 공화국의 법률팀에는 존 두가드, 아딜라 하심, 템베카 응쿠카이토비, 블린 니 그랄리, 보한 로우가 포함되어 있으며, 디크강 모세네케를 특별 재판관으로 임명했다.
이스라엘 외무부는 남아프리카 공화국이 제기한 혐의를 "근거 없는" 것이라고 주장하며, 남아프리카 공화국이 하마스의 "법적 수단으로 기능하고 있다"고 묘사했다. 이스라엘은 2023년 10월 7일 하마스가 주도한 자국 영토 공격 이후 국제법에 따라 자위전을 수행하고 있다고 밝혔다. 이스라엘은 말콤 쇼우와 탈 베커를 포함한 여러 변호사들이 대표하고 있으며, 아하론 바라크를 특별 재판관으로 임명했다.
2024년 1월 11일과 12일, 헤이그 평화궁에서 남아프리카공화국의 잠정 보호 조치 요청에 대한 공개 심리가 이틀간 열렸다. 국제사법재판소(ICJ)는 2024년 1월 26일에 잠정 조치 요청에 관한 명령을 내렸으며, 이 명령에서 이스라엘에게 1948년 집단학살 방지 및 처벌에 관한 협약에 따라 집단학살로 간주될 수 있는 행위를 방지하기 위한 모든 조치를 취할 것을 명령했다. ICJ는 남아프리카공화국이 주장한 행위 중 일부가 집단학살 협약의 조항에 해당할 수 있다고 밝혔다. 그러나 재판소는 남아프리카 공화국이 요청한 가자 지구에서의 이스라엘 군사 작전 중단을 명령하지는 않았다. 남아프리카 공화국과 이스라엘 당국 모두 이 결정을 환영하며 각각 이를 승리로 간주했다. 국제사법재판소는 또한 가자 지구에 억류된 인질들의 운명에 대해 "심각한 우려"를 표명하고, 가자의 상황이 "더 악화될 심각한 위험"에 처해 있다고 인정했다. 2024년 2월 26일, 휴먼 라이츠 워치(Human Rights Watch)는 이스라엘이 ICJ의 잠정 조치를 준수하지 않고 있으며, 기본 서비스 제공과 연료 및 생명 구호 물자의 가자 지구 내 진입 및 배분을 계속 방해하고 있다고 주장했다. 휴먼 라이츠 워치는 이를 전쟁 범죄로 간주했다. 같은 날, 국제앰네스티(Amnesty International)는 이스라엘이 ICJ의 판결을 "무시"하고 있다고 밝혔다.
2024년 3월 28일, 추가 조치 요청에 이어 ICJ는 초기 판결 이후 상황 악화를 고려하여 새로운 비상 조치를 명령했는데, 가자 주민들이 기근과 굶주림에 직면하고 있으므로 이스라엘이 즉시 기본 식량 공급을 보장하도록 명령했다.